# Junta de Villalba de Losa
Junta de Villalba de Losa és un municipi de la província de Burgos a la comunitat autònoma de Castella i Lleó. Forma part de la comarca de Las Merindades. Limita al nord amb Aiara (Àlaba) i Orduña (Biscaia), al sud amb Gaubea, a l'est amb Berberana i a l'oest amb Valle de Losa.

## Entitats de població
| Entitat Local Menor | Localitat        | Població 2006 |
| ------------------- | ---------------- | ------------- |
| Villalba de Losa    | Villalba de Losa | 93            |
|                     | Mijala           | 22            |
|                     | Múrita           | 12            |
|                     | Villota          | 0             |
|                     | Zaballa          | 12            |

## Demografia
| 1991 |  | 1996 |  | 2001 |  | 2004 |  | 2006 |  | 2007 |
| ---- |  | ---- |  | ---- |  | ---- |  | ---- |  | ---- |
| 109  |  | 97   |  | 102  |  | 115  |  | 139  |  | 127  |